# اویکو کارایل
اویکو کارایل (ترکی استانبولی: Öykü Karayel؛ زادهٔ ۲۰ اوت ۱۹۹۰) بازیگر اهل ترکیه است.
وی از سال ۲۰۱۱ میلادی تاکنون مشغول فعالیت بوده است. از فیلم‌ها یا برنامه‌های تلویزیونی که وی در آن
ایفای نقش کرده است می‌توان به می‌توان به کوزی گونی و ضربان قلب اشاره کرد.

## زندگی
اویکو کارایل در سال ۱۹۹۰ در استانبول زاده شد و از دبیرستان دخترانه Çemberlitaş فارغ‌التحصیل شد. او یک خواهر دوقلو دارد. وی پس از آموزش دوره کوتاهی در تئاتر کنتر، در سال ۲۰۰۷ وارد گروه تئاتر هنرستان دولتی دانشگاه استانبول شد. در حالی که وی هنوز دانشجوی هنرستان بود، شخصیت اصلی عایشه را در تئاتر Güzel Şeyler Bizim Tarafta بازی می‌کرد. بازی او در نمایش در تئاتر کرک مورد توجه فیلمنامه‌نویس Ece Yörenç قرار گرفت. در آن زمان او در جستجوی بازیگر جدید مجموعه تلویزیونی کوزی گونی برای بازی در شخصیت جمره بود و او برای آن انتخاب شد. در پایان ژوئن ۲۰۱۷ او بازیگری را در یک سریال تلویزیونی به نام ضربان قلب با بازی در نقش ایلول اردم آغاز کرد.

## فیلم‌شناسی
| تلویزیون  | تلویزیون                  | تلویزیون     | تلویزیون        | تلویزیون |
| سال       | عنوان                     | نقش          | یادداشت         | کانال    |
| --------- | ------------------------- | ------------ | --------------- | -------- |
| ۲۰۱۱–۲۰۱۳ | کوزی گونی                 | جمره چایاک   | نقش اصلی        | Kanal D  |
| ۲۰۱۴–۲۰۱۵ | عشق پول سیاه              | ایپک         | نقش کمکی        | atv      |
| ۲۰۱۶      | سدهٔ باشکوه: کوسم          | دلربا سلطان  | نقش کمکی        | Star TV  |
| ۲۰۱۷–۲۰۱۸ | ضربان قلب                 | ایلول اردم   | نقش اصلی        | Show TV  |
| ۲۰۱۸–۲۰۱۹ | Muhteşem İkili            | Yağmur Bulut | نقش اصلی        | Kanal D  |
| ۲۰۱۹      | Jet Sosyete               | Sinem        | Konuk oyuncu    | TV8      |
| ۲۰۲۱–۲۰۲۲ | Kaderimin Oyunu           | Asiye Yılmaz | Başrol oyuncusu | Star TV  |
| ۲۰۲۲      | İbrahim Selim ile Bu Gece | Kendisi      | Konuk           | FOX      |
| ۲۰۲۳      | Kin                       | Nuray Batuk  | Yardımcı oyuncu | AMC+     |
| ۲۰۲۳–۲۰۲۴ | Arak/Kara                 | Zeynep Çınar | Başrol oyuncusu | Show TV  |
| اینترنت   |                           |              |                 |          |
| سال       | عنوان                     | نقش          | یادداشت         | پلتفرم   |
| ۲۰۲۰      | چیز دیگری است             | مریم         | نقش اصلی        | Netflix  |
| ۲۰۲۵      | Umami                     | Melis        | نقش اصلی        | Disney+  |
| Yakında   | Platonik                  | Nedret       | نقش اصلی        | Netflix  |
| سینما     |                           |              |                 |          |
| سال       | عنوان                     | نقش          | یادداشت         | پلتفرم   |
| ۲۰۱۵      | Bulantı                   | Aslı         | Başrol oyuncusu |          |
| ۲۰۱۶      | Toz                       | Azra Naziri  | Başrol oyuncusu | BluTV    |
| ۲۰۱۷      | İşe Yarar Bir Şey         | Canan        | Başrol oyuncusu |          |
| ۲۰۱۸      | Put Şeylere               | Elif         | Başrol oyuncusu | BluTV    |
| ۲۰۲۴      | Evcilik                   | Filiz        | Başrol oyuncusu |          |
|           |                           |              |                 |          |